# Endolandrevus bomberi
Endolandrevus bomberi är en insektsart som beskrevs av Otte, D. 1988. Endolandrevus bomberi ingår i släktet Endolandrevus och familjen syrsor. Inga underarter finns listade i Catalogue of Life.